# Leiterbahn
Leiterbahnen (auch Leitbahnen oder selten Leitungsbahnen; zu englisch [electrical data] lanes) sind in der Mikroelektronik elektrisch leitende Verbindungen mit zweidimensionalem Verlauf, d. h. in einer Ebene, der Leiterbahn- oder Metallisierungsebene. Sie werden zum Verbinden elektronischer Bauelemente auf Leiterplatten und integrierten Schaltkreisen eingesetzt und dienen dort zur Strom- bzw. Spannungsversorgung, Signalübertragung und auch zur Wärmeableitung.

Schematischer Querschnitt durch einen CMOS-Chip vom Anfang der 2000er-Jahre. Zu sehen sind 5 Leiterbahnebenen aus Kupfer (orange), die durch elektrisch isolierende Ebenen mit VIAs aus Kupfer getrennt sind.

Leiterplatten für sehr einfache Schaltungen können unter Umständen mit nur einer Leiterbahnebene auskommen, die z. B. auf einer Seite einer Leiterplatte aufgebracht und strukturiert wurden. Doch können die wenigsten Schaltungen so stark entflochten werden, dass sich bei nur einer Ebene keine Leiterbahnen kreuzen. Mit Ausnahme einiger Fertigungstricks, wie Überbrückungen einer Leiterbahn mithilfe eines Bauelements, ist daher mindestens eine weitere Ebene notwendig, z. B. zweiseitige Leiterplatten.
Bei modernen, sehr komplexen Leiterplatten werden daher mehrlagige Mehrebenen- bzw. Multilayer-Leiterplatten verwendet, bei denen sich Leiterbahnebenen und elektrisch isolierende Ebenen (z. B. faserverstärkter Kunststoff) abwechseln. Die Verbindung zwischen einzelnen Leiterbahnebenen erfolgt mithilfe vertikaler, elektrisch leitender Verbindungen, den Vias (englisch vertical interconnect access).
Bei integrierten Schaltkreisen werden die Leiterbahnebenen in der Regel immer nur auf einer Seite des Substrates (meist ein Wafer aus Silizium) gefertigt und mit zunehmendem Abstand von der Chipoberfläche immer dicker. Derzeitige Spitzenprodukte benötigen dabei bis zu zwölf Leiterbahnebenen, z. B. die Llano-Serie von AMD (elf Kupferebenen) oder Virtex-5 von Xilinx (zwölf Ebenen: elf Kupfer + eine Aluminium).
Als Leiterbahnmaterial wird ein elektrisch gut leitfähiges und verhältnismäßig günstiges Material benötigt (wirtschaftliche Herstellung). Daher wird bei Leiterplatten in der Regel Kupfer eingesetzt. Bei integrierten Schaltkreisen wurde lange Zeit nahezu ausschließlich Aluminium (in der Regel in einer Aluminium-Kupfer-Legierung) verwendet, das sich nach einer ganzflächigen Abscheidung (physikalische Gasphasenabscheidung) leicht durch Trockenätzen strukturieren lässt. Heutige Spitzenprodukte benötigen jedoch elektrisch besser leitende Materialien, daher sind auch hier viele Hersteller auf Kupfer-Leiterbahnen umgestiegen. Da sich Kupfer nicht durch Trockenätzen strukturieren lässt, mussten hierfür jedoch neue Techniken (galvanische Abscheidung, chemisch-mechanische Planarisierung, Diffusionsbarrieren usw.) eingeführt werden, die den Herstellungsprozess komplexer und damit teurer werden lassen.
Damit keine Kurzschlüsse oder hohen Verlustströme auftreten, müssen die Leiterbahnen elektrisch gut voneinander isoliert sein. Aufgrund des Schichtaufbaus einer Verdrahtung mit mehreren Ebenen kann hierbei das Dielektrikum bzw. können die Dielektrika hinsichtlich ihrer Funktion in zwei Klassen aufgeteilt werden:
1. das Dielektrikum zwischen den Leiterbahnen in einer Ebene (englisch inter-metal dielectric, IMD)
2. das Dielektrikum zwischen zwei Leiterbahnebenen, d. h. in der verbindenden Via-Schicht (englisch inter-level dieletric, ILD).